# ساتيرة مغربية
ساتيرة مغربية (الاسم العلمي:Satyrus maroccana) هي نوع من الحشرات يتبع جنس الساتيرة من فصيلة الحورائيات.